# 女子落語
《女子落語》是久米田康治擔任原作、泰負責作畫的日本漫畫作品，於2009年10月在《别册少年Magazine》的創刊號開始連載。本作於2013年10月《别册少年Magazine》上連載完畢，單行本最終卷於2013年11月8日發售。改編電視動畫全13話自2012年7月至9月播放。

## 概要
一話完結型的搞笑/諷刺漫畫。雖然作品名中有落語，但其實故事內容是在落語結束後才開始的，實際上與落語有關的只有每回第一頁與篇名，接下來的故事則全部在後臺中發生。主要內容是以一個很平常但沒有人會注意的問題（例：妳們覺得貓好還是狗好？）帶出的，登場人物的名字是出現在舞台上的標牌上。作畫基本上使用了久米田的全身繪與四段分鏡法。

## 主要人物
以下的人物名稱皆是高座名，作品中並沒有出現本名。
蕪羅亭魔梨威
配音：阿澄佳奈（廣播劇CD）；佐倉綾音（電視動畫）
紅色長髮落語家，穿着羽织（象征落语家职业等级“二つ目”，意为艺眼已开，在落语界有一定地位的等级），其他人称呼她为「マリーさん」。
德岛县出身，說話有江戶音並有男性化的口氣。每次情人節都收到很多巧克力。睡著時說的夢話都會成真。
口头禅是「つまんねー事聞くなよ！」（不要问无聊的事！）故事的推动者和吐槽役，情绪最为高昂，作中脱衣次数最多，但并不是主人公。
尊敬的人是雙親。喜歡被人稱做『老大』（ヘッド），也喜歡『千金小姐』。
大音痴。屁股上有蒙古斑。
高座名的由來是『血腥瑪莉』（Bloody Mary）。
在OVA中顯示不太有節奏感所以經常不能掌握合適時機。
防波亭手寅
配音：葉山郁美（廣播劇CD）；山本希望（電視動畫）
褐髮馬尾的落語家，担任话题的承接与转换。是本作主角，但至今未登上过杂志封面。
身高仅次于丸京，吃得再多也不会发胖，性格在五人中最溫和。
擁有著強運，天生能迴避災難，在眾人出事時也能安然無恙。
和丸京是小時候的玩伴。
高座名的由來是『防波堤』和『消波塊』（Tetra Pod）。
波浪浮亭木胡桃
配音：小野惠令奈（廣播劇CD）；小岩井小鳥（電視動畫）
奶油色頭髮，有呆毛的落語家。喜歡貓。
會因為旁人的期待，而做出可愛的言行舉止，但其實並不喜歡這樣，且会在心中咒骂旁人。
因为曾是逃学者，所以对“家里蹲”之类词汇过敏。
五人中唯一未成年者(日本法定20歲成年)，也是最資淺的一位。但从官方婚纱图推断，已婚的可能性较大。
高座名的由來是『凱蒂貓』（Hello Kitty）和『玩偶裝』（着ぐるみ）。
空琉美遊亭丸京
配音：花泽香菜（廣播劇CD）；南條愛乃（電視動畫）
绿色头发，戴著眼鏡的落語家，也穿着羽织（同为“二つ目”）。
五人之中身高、力气和胸圍都第一，十分腹黑。五人之中性格最为冷静，被激怒時會動粗（主要針對蕪羅亭魔梨威）。
很会唱歌，擅长弹奏三味线。有欠債，非常怕蟲。
高座名的由來是『冰山美人』（Cool Beauty）和『眼鏡』（音讀時唸成がんきょう）。
暗落亭苦来
配音：後藤沙緒里（廣播劇CD和電視動畫）
黑色直髮的落語家，情绪不安定，常常發表悲觀又負面的見解，似乎有躁郁症。
想象力丰富，很會演戲。母親失蹤。
高座名的由來有兩種說法，一種是『黑暗』（暗くて暗い），另一種是『安樂死』和『上吊』（（首を）括る）。

## 出版書籍
| 集數 | 講談社        | 講談社                                                  | 東立出版社    | 東立出版社            |
| 集數 | 發售日期      | ISBN                                                    | 發售日期      | ISBN                  |
| ---- | ------------- | ------------------------------------------------------- | ------------- | --------------------- |
| 壱   | 2010年5月17日 | ISBN 978-4-06-337690-6 ISBN 978-4-06-362165-5（限定版） | 2015年1月12日 | ISBN 978-986-365034-8 |
| 弐   | 2011年1月7日  | ISBN 978-4-06-337708-8 ISBN 978-4-06-362176-1（限定版） | 2015年1月12日 | ISBN 978-986-365035-5 |
| 参   | 2011年10月7日 | ISBN 978-4-06-337730-9                                  | 停止出版      | 停止出版              |
| 四   | 2012年6月8日  | ISBN 978-4-06-337733-9                                  | 停止出版      | 停止出版              |
| 伍   | 2013年2月8日  | ISBN 978-4-06-337775-0 ISBN 978-406358415-8（限定版）   | 停止出版      | 停止出版              |
| 六   | 2013年11月8日 | ISBN 978-4-06-337785-9                                  | 停止出版      | 停止出版              |

## 電視動畫
2012年7月5日起於日本新聞網（每日放送、TBS電視台、中部日本放送）、萬代頻道、NICONICO直播、NICONICO CHANNEL、ShowTime及ANIMAX等處播放。

### 工作人員
- 企劃：森山敦、松下卓也
- 原作：別冊少年Magazine刊「女子落語」（著 - 久米田康治/畫 - 泰）
- 監督：水島努
- 系列構成：横手美智子
- 角色設計：田中將賀
- 美術監督：柴田千佳子
- 色彩設計：村永麻耶
- 攝影監督：大河內喜夫
- 剪接：西山茂
- 音響監督：岩浪美和
- 音樂：橫山克
- 音樂製作：STARCHILD
- 動畫製作人：鈴木薰
- 動畫製作：J.C.STAFF
- 製作人：宮本純乃介、立石謙介、松倉友二、丸山博雄
- 製作：女子落語協會、MBS

### 主題曲
片頭曲
作詞：畑亞貴，作曲、編曲：神前曉，演唱：極落女會
片尾曲
作詞、作曲、編曲：前山田健一，演唱：桃黑亭一門

### 各話列表
| 話數     | 日文標題 | 中文標題     | 改編集數（卷數）     | 劇本       | 分鏡                | 演出       | 作畫監督                                                                           | 總作畫監督          |
| -------- | -------- | ------------ | -------------------- | ---------- | ------------------- | ---------- | ---------------------------------------------------------------------------------- | ------------------- |
| 第一席   |          | 普通問答     | 特別篇1（2） 30（4） | 横手美智子 | 水島努              | 水島努     | 大木良一、佐佐木貴宏                                                               | 大木良一            |
| 第一席   |          | 服裝差別     | 原創                 | 横手美智子 | 水島努              | 水島努     | 大木良一、佐佐木貴宏                                                               | 大木良一            |
| 第一席   |          | 大叫指南     | 1－2（1）            | 横手美智子 | 水島努              | 水島努     | 大木良一、佐佐木貴宏                                                               | 大木良一            |
| 第二席   |          | 後台財富     | 3（1）               | 横手美智子 | 湖山禎崇            | 湖山禎崇   | 館崎大、藤部生馬 佐藤育子、直谷 橋口隼人                                           | 大木良一            |
| 第二席   |          | 三塔損一兩   | 原創                 | 横手美智子 | 湖山禎崇            | 湖山禎崇   | 館崎大、藤部生馬 佐藤育子、直谷 橋口隼人                                           | 大木良一            |
| 第二席   |          | 感冒少女     | 4（1）               | 横手美智子 | 湖山禎崇            | 湖山禎崇   | 館崎大、藤部生馬 佐藤育子、直谷 橋口隼人                                           | 大木良一            |
| 第三席   |          | 無情澡堂     | 7（1）               | 横手美智子 | 池端隆史            | 池端隆史   | 新垣一成、富岡寛                                                                   | 大木良一            |
| 第三席   |          | 淺草參拜     | 原創                 | 横手美智子 | 池端隆史            | 池端隆史   | 新垣一成、富岡寛                                                                   | 大木良一            |
| 第三席   |          | 真田小ZOO    | 12（2）              | 横手美智子 | 池端隆史            | 池端隆史   | 新垣一成、富岡寛                                                                   | 大木良一            |
| 第四席   |          | 眼鏡女孩     | 11（2）              | 吉田玲子   | 及川啟              | 及川啟     | 直谷、齊藤美香 熊谷勝弘、兒玉亮                                                    | 直谷                |
| 第四席   |          | 夜夜台場     | 原創                 | 吉田玲子   | 及川啟              | 及川啟     | 直谷、齊藤美香 熊谷勝弘、兒玉亮                                                    | 直谷                |
| 第四席   |          | 兔之眼       | 14（2）              | 吉田玲子   | 及川啟              | 及川啟     | 直谷、齊藤美香 熊谷勝弘、兒玉亮                                                    | 直谷                |
| 第五席   |          | 稱讚女孩     | 5（1）               | 横手美智子 | 鈴木健太郎          | 鈴木健太郎 | 藤部生馬、橋口隼人、千葉充 牛尾優衣、佐藤真史、舘崎大 直谷                         | 大木良一            |
| 第五席   |          | 小灑落町     | 原創                 | 横手美智子 | 鈴木健太郎          | 鈴木健太郎 | 藤部生馬、橋口隼人、千葉充 牛尾優衣、佐藤真史、舘崎大 直谷                         | 大木良一            |
| 第五席   |          | 眼鏡再見     | 19（3）              | 横手美智子 | 鈴木健太郎          | 鈴木健太郎 | 藤部生馬、橋口隼人、千葉充 牛尾優衣、佐藤真史、舘崎大 直谷                         | 大木良一            |
| 第六席   |          | 四枚起承     | 20（3）              | 吉田玲子   | 二瓶勇一            | 林直孝     | 佐藤麻里那、手島勇人 徳田賢朗、兒玉亮 直谷                                         | 直谷                |
| 第六席   |          | 武藏八景     | 原創                 | 吉田玲子   | 二瓶勇一            | 林直孝     | 佐藤麻里那、手島勇人 徳田賢朗、兒玉亮 直谷                                         | 直谷                |
| 第六席   |          | 僕人的復仇   | 21－22（3）          | 吉田玲子   | 二瓶勇一            | 林直孝     | 佐藤麻里那、手島勇人 徳田賢朗、兒玉亮 直谷                                         | 直谷                |
| 第七席   |          | 可怕不良少年 | 8（1）               | 橫手美智子 | 湖山禎崇            | 湖山禎崇   | 小林亮、佐藤真史、安留雅彌 館崎大、坂本龍典、齊藤美香 手島勇人、大木良一           | 大木良一            |
| 第七席   |          | 魚政談       | 原創                 | 橫手美智子 | 湖山禎崇            | 湖山禎崇   | 小林亮、佐藤真史、安留雅彌 館崎大、坂本龍典、齊藤美香 手島勇人、大木良一           | 大木良一            |
| 第七席   |          | 後台調查     | 16（2）              | 橫手美智子 | 湖山禎崇            | 湖山禎崇   | 小林亮、佐藤真史、安留雅彌 館崎大、坂本龍典、齊藤美香 手島勇人、大木良一           | 大木良一            |
| 第八席   |          | 零錢袋       | 6（1）               | 吉田玲子   | 青井小夜            | 高島大輔   | 中西保、直谷、藤部生馬 外山陽介、吉田尚人、佐藤真史 安留雅也、橋口隼人、佐藤誠之   | 直谷                |
| 第八席   |          | 搖搖晃晃     | 原創                 | 吉田玲子   | 青井小夜            | 高島大輔   | 中西保、直谷、藤部生馬 外山陽介、吉田尚人、佐藤真史 安留雅也、橋口隼人、佐藤誠之   | 直谷                |
| 第八席   |          | 已经病了么   | 10（2）              | 吉田玲子   | 青井小夜            | 高島大輔   | 中西保、直谷、藤部生馬 外山陽介、吉田尚人、佐藤真史 安留雅也、橋口隼人、佐藤誠之   | 直谷                |
| 第九席   |          | 發霉的屁股   | 13（2）              | 橫手美智子 | 宮浦栗生 山田隆夫   | 柴田彰久   | 冷水由紀繪、兒玉亮 館崎大、千葉充 手島勇人、藤部生馬                               | 大木良一            |
| 第九席   |          | 上野的熊     | 原創                 | 橫手美智子 | 宮浦栗生 山田隆夫   | 柴田彰久   | 冷水由紀繪、兒玉亮 館崎大、千葉充 手島勇人、藤部生馬                               | 大木良一            |
| 第九席   |          | 夢話         | 9（1）               | 橫手美智子 | 宮浦栗生 山田隆夫   | 柴田彰久   | 冷水由紀繪、兒玉亮 館崎大、千葉充 手島勇人、藤部生馬                               | 大木良一            |
| 第十席   |          | 唐茄子屋樂團 | 15（2）              | 水島努     | 二瓶勇一            | 池端隆史   | 直谷、安留雅彌 藤部生馬、中村真悟 熊谷勝弘、佐藤真史 坂本龍典                      | 直谷 熊谷勝弘       |
| 第十席   |          | 新宿鬧事     | 原創                 | 水島努     | 二瓶勇一            | 池端隆史   | 直谷、安留雅彌 藤部生馬、中村真悟 熊谷勝弘、佐藤真史 坂本龍典                      | 直谷 熊谷勝弘       |
| 第十席   |          | 蛀牙海灘     | 23                   | 水島努     | 二瓶勇一            | 池端隆史   | 直谷、安留雅彌 藤部生馬、中村真悟 熊谷勝弘、佐藤真史 坂本龍典                      | 直谷 熊谷勝弘       |
| 第十一席 |          | 老小戲劇     | 25（4）              | 吉田玲子   | 宮浦栗生 鈴木健太郎 | 鈴木健太郎 | 佐藤麻里那、山名秀和、出野喜則 吉田尚人、坂本龍典、大庭小枝 千葉充、兒玉亮、館崎大 | 大木良一            |
| 第十一席 |          | 五人堺       | 原創                 | 吉田玲子   | 宮浦栗生 鈴木健太郎 | 鈴木健太郎 | 佐藤麻里那、山名秀和、出野喜則 吉田尚人、坂本龍典、大庭小枝 千葉充、兒玉亮、館崎大 | 大木良一            |
| 第十一席 |          | 大樹悲劇     | 17（3）              | 吉田玲子   | 宮浦栗生 鈴木健太郎 | 鈴木健太郎 | 佐藤麻里那、山名秀和、出野喜則 吉田尚人、坂本龍典、大庭小枝 千葉充、兒玉亮、館崎大 | 大木良一            |
| 第十二席 |          | 夢中的復仇   | 18（3）              | 吉田玲子   | 湖山禎崇            | 湖山禎崇   | 小林亮、藤部生馬、佐藤真史 谷口元浩、中村真悟、外山陽介 手島勇人、直谷たかし       | 直谷たかし 大木良一 |
| 第十二席 |          | 好可怕       | 原創                 | 吉田玲子   | 湖山禎崇            | 湖山禎崇   | 小林亮、藤部生馬、佐藤真史 谷口元浩、中村真悟、外山陽介 手島勇人、直谷たかし       | 直谷たかし 大木良一 |
| 第十二席 |          | 藍毛         | 24（3）              | 吉田玲子   | 湖山禎崇            | 湖山禎崇   | 小林亮、藤部生馬、佐藤真史 谷口元浩、中村真悟、外山陽介 手島勇人、直谷たかし       | 直谷たかし 大木良一 |
| 第十三席 |          | 角色粉碎     | 33（5）              | 橫手美智子 | 水島努              | 水島努     | 谷口元浩、山名秀和 兒玉亮、藤部生馬 安留雅彌、齋藤美香 熊谷勝弘                    | 大木良一            |
| 第十三席 |          | 秋葉搖       | 原創                 | 橫手美智子 | 水島努              | 水島努     | 谷口元浩、山名秀和 兒玉亮、藤部生馬 安留雅彌、齋藤美香 熊谷勝弘                    | 大木良一            |
| 第十三席 |          | 附加講解     | 30（4）              | 橫手美智子 | 水島努              | 水島努     | 谷口元浩、山名秀和 兒玉亮、藤部生馬 安留雅彌、齋藤美香 熊谷勝弘                    | 大木良一            |
| OVA      |          |              | 27                   | 橫手美智子 | 湖山禎崇            | 湖山禎崇   | 大木良一、熊谷勝弘                                                                 | -                   |
| OVA      |          | 原創         |                      | 橫手美智子 | 湖山禎崇            | 湖山禎崇   | 大木良一、熊谷勝弘                                                                 | -                   |
| OVA      |          | 31           |                      | 橫手美智子 | 湖山禎崇            | 湖山禎崇   | 大木良一、熊谷勝弘                                                                 | -                   |

## 舞台劇
該部漫畫作品曾被改編成舞台劇，於2015年6月18日至28日在東京AiiA劇場搬演，演出者則為女子偶像團體乃木坂46成員。演出者自該團體第11張單曲《生命如此美好》十福神除外的成員，經公開遴選後選出15名成員。2016年5月12日至22日再度以《女子落語貳〜跳躍時空蕎麥麵〜》為題，重新在同樣地方由同一個團體演出。

### 演出人員
| 角色名稱       | 2015年     | 2015年     | 2015年     | 2016年     | 2016年     | 2016年     |
| 角色名稱       | 「ら」隊   | 「く」隊   | 「ご」隊   | 「ら」隊   | 「く」隊   | 「ご」隊   |
| -------------- | ---------- | ---------- | ---------- | ---------- | ---------- | ---------- |
| 防波亭手寅     | 伊藤萬理華 | 高山一實   | 中元日芽香 | 松村沙友理 | 櫻井玲香   | 若月佑美   |
| 蕪羅亭魔梨威   | 齊藤優里   | 松村沙友理 | 衛藤美彩   | 能條愛未   | 井上小百合 | 山崎怜奈   |
| 波浪浮亭木胡桃 | 星野南     | 井上小百合 | 北野日奈子 | 鈴木絢音   | 渡邊米麗愛 | 北野日奈子 |
| 空琉美遊亭丸京 | 堀未央奈   | 佐佐木琴子 | 能條愛未   | 生駒里奈   | 佐佐木琴子 | 樋口日奈   |
| 暗落亭苦来     | 山崎怜奈   | 中田花奈   | 齋藤飛鳥   | 中田花奈   | 齋藤千春   | 新内真衣   |

## 註腳
1. ↑  . natalie. 2013年9月9日  [2020年4月23日]. （原始内容存档于2019年4月14日） （日语）.
2. ↑  落語家的藝名，或說是他們的名號
3. ↑  （日語）乃木坂46『じょしらく』オーディション詳細レポ　松村沙友理「メンバーはライバルであり仲間」 （页面存档备份，存于）。
4. ↑  （日語）舞台『じょしらく』出演、公開オーディションのお知らせ （页面存档备份，存于）。
5. ↑  按《時蕎麥（日语：時そば）》為落語的演目之一，劇名沿伸自此。
6. ↑  （日語）乃木坂46が再び落語家に！生駒里奈らも参戦の「じょしらく弐」舞台は2066年 （页面存档备份，存于）。

## 外部連結
- 動畫官方網站（页面存档备份，存于）（日語）
- 女子落語的X（前Twitter） （日語）